# أثرة
الأَثَرَة هي الاهتمام بالنفس وحب الذات وطلب منفعته أو سعادته أو رفاهيته، بغض النظر عن الآخرين سواءٌ أكان هذا السلوك مفرطاً أو حصرياً.
يشير مصطلح «الأثرة» إلى صفة إنسانية تعرض لبعض الناس، وتعني أن يختص الإنسان بالشيء لنفسه دون الآخرين، ويصنفها علماء السلوك الإنساني كنوع من الأخلاق غير السليمة في بعض الحالات، لأنها قد تدل على نوع من الأنانية وحب الذات على حساب الآخرين، وقد تسبب الأحقاد والضغائن بين أفراد المجتمع، وقد تناول القرآن هذا المصطلح وكذلك جاء ذكره في كلام النبي محمد صلى الله عليه وسلم، وورد كذلك في أدبيات كتب السلوك لدى العلماء.

## الأثرة في اللغة
الأثرة هي المصدر من قولهم: أثر يأثر، وهو مأخوذ من مادّة (أث ر) الّتي تدلّ على تقديم الشّيء، يقال: لقد أثرت بأن أفعل كذا، وهو (أي الأثر) همّ في عزم، والأثير: الكريم عليك الّذي تؤثره بفضلك وكرمك، والمرأة الأثيرة، والمصدر الأثرة، تقول: عندنا أثرة، ورجل أثير على فعيل، وجماعة أثيرون، وهو بيّن الأثرة، ويقال: أخذت ذلك بلا أثرة عليك، أي لم أستأثر عليك، ورجل أثر على فعل، يستأثر على أصحابه.

## الأثرة في الدين الإسلامي
أن يختصّ الإنسان نفسه أو أتباعه بالمنافع من أموال ومصالح دنيويّة ويستأثر بذلك فيحجبه عمّن له فيه نصيب أو هو أولى به.
قال ابن الأثير: أراد بالأثرة في الحديث الشّريف «ستلقون بعدي أثرة» أنّه يستأثر عليكم فيفضّل غيركم في نصيبه من الفيء.
وقال ابن حجر: أشار بالأثرة إلى أنّ الأمر يصير في غيرهم فيختصّون أنفسهم دونهم أي دون الأنصار بالمال وكان الأمر على ما وصف صلّى الله عليه وسلّم.

### خطورة الأثرة
جاء التحذير من الأثرة في النصوص الشرعية لما لها من آثار سيئة على المجتمع، فروى أُسيد بن حُضير: أنّ رجلًا من الأنصار خلا برسول الله صلّى الله عليه وسلّم فقال: ألا تستعملني كما استعملت فلانا؟ فقال: «إنّكم ستلقون بعدي أثرة، فاصبروا حتّى تلقوني على الحوض».
وعن عبد الله بن مسعود قال: قال لنا رسول الله صلّى الله عليه وسلّم: «إنّكم سترون بعدي أثرة وأمورا تنكرونها. قالوا: فما تأمرنا يا رسول الله؟ قال: «أدّوا إليهم حقّهم، وسلوا الله حقّكم».
وفيه توصية لكل من استؤثر عليه بالصبر، وإعلام بأن الدنيا ينال حظوظها من لا يستحقها.

### في تراث بني إسرائيل
إن الأثرة بأمور الدنيا وشدة الحرص عليها قد يعاقب الإنسان عليها بسلب النعمة، وحلول النقمة، كما في قصة الأبرص والأقرع والأعمى، حيث جاء في الخبر: «إنّ ثلاثة في بني إسرائيل: أبرص وأقرع وأعمى بدا لله- عزّ وجلّ- أن يبتليهم فبعث إليهم ملكا... الحديث وفيه: ثمّ إنّه أتى الأبرص في صورته وهيئته، فقال: رجل مسكين تقطّعت به الحبال في سفره، فلا بلاغ اليوم إلّا بالله ثمّ بك. أسألك، بالّذي أعطاك اللّون الحسن والجلد الحسن والمال، بعيرا أتبلّغ به في سفري، فقال له: إنّ الحقوق كثيرة فقال له: كأنّي أعرفك، ألم تكن أبرص يقذرك النّاس؟ فقيرا فأعطاك الله؟ فقال: لقد ورثت لكابر عن كابر، فقال: إن كنت كاذبا فصيّرك الله إلى ما كنت، وأتى الأقرع في صورته وهيئته فقال له مثل ما قال لهذا. فردّ عليه هذا، فقال: إن كنت كاذبا فصيّرك الله إلى ما كنت، وأتى الأعمى في صورته، فقال: رجل مسكين وابن السّبيل، وتقطّعت به الحبال في سفره، فلا بلاغ اليوم إلّا بالله ثمّ بك. أسألك بالّذي ردّ عليك بصرك، شاة أتبلّغ بها في سفري. وقال له: قد كنت أعمى فردّ الله بصري، وفقيرا فقد أغناني، فخذ ما شئت، فو الله لا أجهدك اليوم بشيء أخذته لله، فقال: أمسك مالك، فإنّما ابتليتم، فقد رضي الله عنك، وسخط على صاحبيك».